# 타른에가론주의 캉통
프랑스 타른에가론주에는 총 15개의 캉통이 속해 있다. 2015년 3월 행정구역 총개편으로 인해 현재는 다음과 같이 설치되어 있다.
- 아베롱레르
- 보몽드로마뉴
- 카스텔사라쟁
- 가론로마뉴브륄우아
- 무아사크
- 몽토방 1
- 몽토방 2
- 몽토방 3
- 몽테슈
- 페드세르쉬드케르시
- 케르시아베롱
- 케르시루에르그
- 타른테스쿠케르시베르
- 발랑스
- 베르됭쉬르가론